# 톱 서로인

톱 서로인

톱 서로인(영어: top sirloin)은 서양식 쇠고기 부위이다.

## 같이 보기
- 갈비
- 라운드
- 보텀 서로인
- 쇼트 로인
- 안심
- 설도